# 加爾基夫
51°41′36″N 30°47′44″E / 51.69333°N 30.79556°E
加爾基夫（烏克蘭語：Галків），是烏克蘭北部的村莊，隸屬切爾尼希夫州的切爾尼希夫區。該村始建於1756年，面積1.09平方公里，海拔高度157米，2001年人口239，人口密度每平方公里219.3人。